# Getto w Kołkach
Getto w Kołkach – getto dla ludności żydowskiej zorganizowane przez okupacyjne władze hitlerowskie w czasach II wojny światowej w Kołkach. 
W 1937 roku w Kołkach mieszkało 860 Żydów. Od początku okupacji niemieckiej w 1941 roku zostali oni poddani różnym represjom – nakazano im nosić opaski Gwiazdą Dawida, zdać posiadane złoto i kosztowności, zmuszano do nieodpłatnego wykonywania ciężkich prac. Byli systematycznie bici i okradani przez policjantów ukraińskich z miejscowego posterunku.
Getto w Kołkach utworzono w październiku 1941 roku. Umieszczono w nim 2,5 tysiąca Żydów – miejscowych, z okolicznych wsi oraz uciekinierów z centralnej Polski. Ciasnota i fatalne warunki sanitarne panujące w getcie doprowadziły do epidemii i wysokiej śmiertelności.
Do likwidacji getta przystąpiono w kwietniu 1942 roku. SD z Łucka przy pomocy niemieckiej żandarmerii i ukraińskiej policji rozstrzelało niemal wszystkich Żydów 6 km na wschód od Kołek, w miejscu zwanym Biały Brzeg (Białe Brzegi) nad rzeką Styr. Niewielkiej grupie osób udało się zbiec i uniknąć egzekucji.
Po likwidacji getta szczególną aktywność w wyłapywaniu i zabijaniu zbiegów wykazywał komendant posterunku policji w Kołkach o nazwisku Saczko (Saczkowski), który publicznie chwalił się swoimi zbrodniami.
W 1991 roku w miejscu zbiorowej mogiły zamordowanych postawiono pomnik.